# Hans Gudewerth den yngre

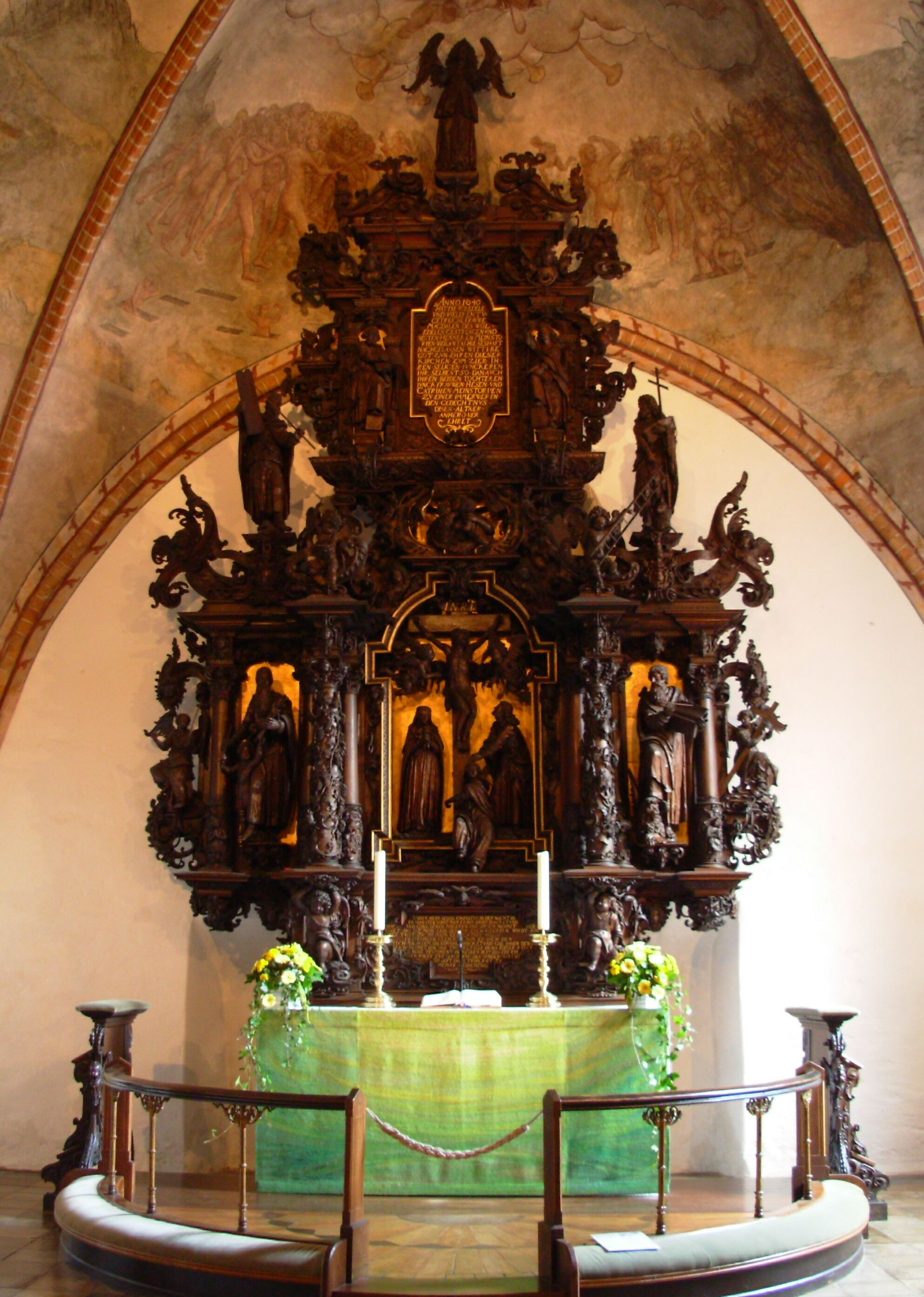
Altaret i Sankt Nicolaikyrkan i Eckernförde.

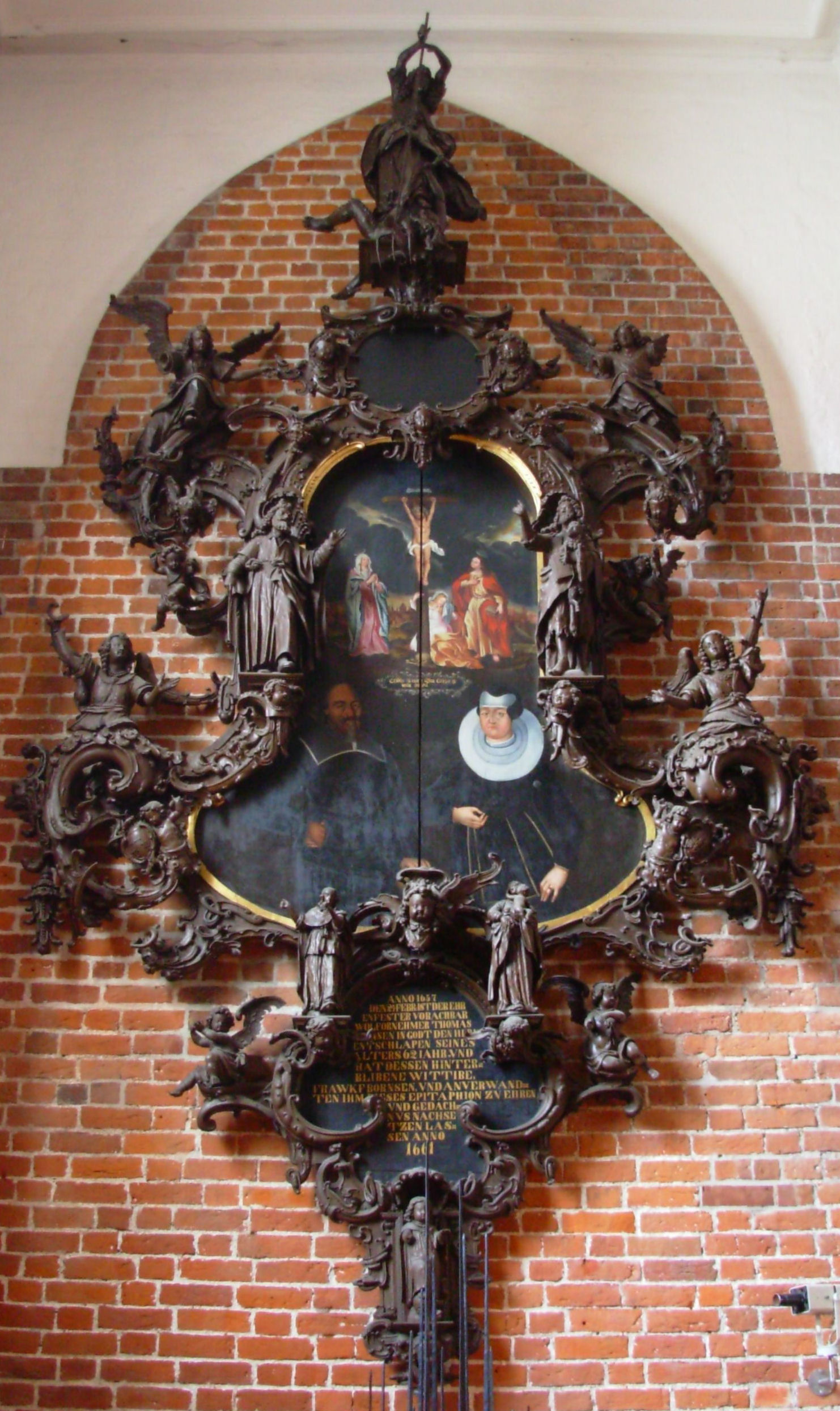
Epitafium för Thomas Börnsen i Sankt Nicolaikyrkan.

Hans Gudewerth den yngre, född mellan 1593 och 1603 i Eckernförde i dåvarande hertigdömet Schleswig, död 12 februari 1671 i Eckernförde, var en dansk-tysk träsnidare.
Hans Gudewerth den yngre var son till Hans Gudewerth den äldre. Han gick i stadens latinskola till 18 års ålder och fick utbildning i faderns verkstad och därefter under tre års utlandsvistelse. Efter hemkonsten skaffade han sig rykte som en lokal broskbarockkonstnär och 1834 blev han mästare i Eckernförde och 1646 ålderman i snidarskrået.
Han skapade altartavlan i Sankt Nikolaikyrkan i Eckernförde och även altartavlan i Sankt Nikolaikyrkan i Kappeln. Vidare har han gjord dopfunten i Gelting, snidesarbete till gravkapell i Eckernförde och i Marienkirche i Flensburg. Dessutom har han verkat en tid på Langeland och på Lolland i Danmark.
I sin verkstad hade han både lärlingar och gesäller, bland andra Lorentz Jørgensen.
Hans Gudewerth den yngre var far till Hans Gudewerth den yngste (1640–1706/07). Han övertog faderns verkstad och förde den vidare.